# Felix Ivo Leicher

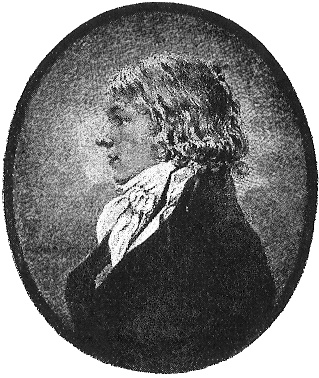
Felix Ivo Leicher

Felix Ivo Leicher (* 19. Mai 1727 in Wagstadt, Mähren; † 20. Februar 1812 in Neubau) war ein österreichischer Maler.

## Leben
Leicher war ursprünglich Weber von Beruf. 1745–49 wurde er Schüler des sonst nicht weiter bekannten Malers Franz Schaffer und kam 1751 an die Akademie der bildenden Künste Wien, wo er Schüler von Franz Anton Maulbertsch war. Für sein Gemälde Salbung Sauls erhielt er 1754 einen 2. Preis. Leicher war ständiger Mitarbeiter Maulbertschs, von dessen Werken seine eigenen oft schwer zu unterscheiden sind, da er stilistisch zeitlebens seinem Lehrer verhaftet blieb. Manche Gemälde wurden auch von beiden Künstlern gemeinsam signiert. Leicher malte vorwiegend religiöse Themen als Altarbilder für Kirchen Wiens, 1786 hatte er aber auch eine Ausstellung seiner Bilder mit weltlichen Sujets.

## Werke

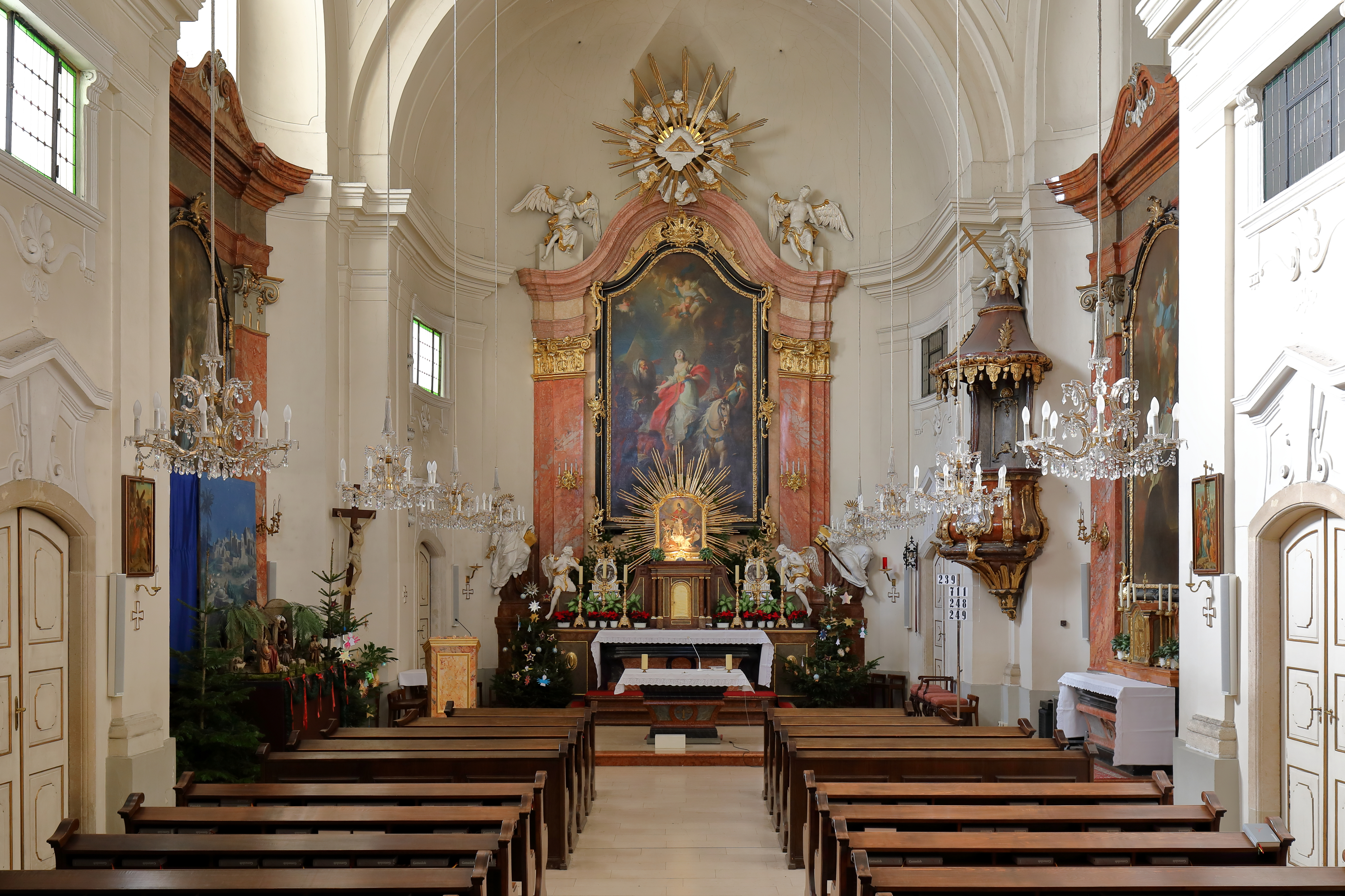
Hochaltar- und 2 Seitenaltarbilder in der Pfarrkirche St. Thekla, Wien-Wieden

- Altarbild in der Dreifaltigkeitskirche, Fulnek
- Seitenaltargemälde der hll. Anna und Barbara in Nassiedel (1788)
- Altarbilder für die Kirche St. Thekla, Wien-Wieden (1755/56)
- Heilige Familie, Seitenaltar der Piaristenkirche, Wien (1763)
- Altar im Barnabitenkollegium, Wien (1765/66)
- Die Heilige Sippe, Öl auf Kupfer, 92,5 × 60 cm, 1770, Belvedere, Wien
- Altar der Trattnerhofkapelle, Wien (1777)